# Sinoda od Hrasta
Sinoda od Hrasta je bila provincijska sinoda, održana na imanju Dryn (Ad Quercum, epi Dryn) u Konstantinopolu (lat. Ad Quercum - hrast) u srpnju 403. koja je osudila i uklonila Ivana Zlatoustog kao konstantinopolskog patrijarha.
Sinoda je općeprihvaćena kao politički motivirana, te da je bila rezultat zavjere mnogih Zlatoustovih protivnika, uključujući caricu Eudoksiju i papu Teofila iz Aleksandrije.

## Uvod
Godine 402. bizantski car Arkadije je pozvao aleksandrijskog patrijarha Teofilija u Konstantinopol da se zbog nekoliko optužbi koje su protiv njega naveli neki egipatski redovnici, osobito tzv. "Visoka braća", ispriča pred sinodom, kojim je trebao predsjedati Ivan Zlatousti. Teofilije, njihov negdašnji prijatelj, odjednom se okrenuo protiv njih i počeo ih progoniti kao Origeniste. Postavljajući se na čelo vojnika i noružanih sluga, Teofilije je krenuo protiv redovnikä, spalivši im staništa i zlostavljajući sve one koje je uhvatio.
Kad su uhvaćeni redovnici uspjeli pobjeći u Konstantinopol, odmah su molili patrijarha Ivana Zlatoustog da im pomogne. U isto vrijeme je i Teofilije pisao sv. Epifaniju ciparskom, tražeći od njega pomoć na način da ode do Ivana i nagovori ga na osudu origenista. Epifanije je dobroj vjeri otišao, ali kad je shvatio da ga Teofilije koristi samo za svoje osobne potrebe, napustio je Konstantinopol, da bi tijekom povratka na Cipar umro 403. godine. U to je vrijeme Zlatousti održao propovijed u kojoj je kritizirao bespotrebni luksuz žena. To je bilo prijavljeno carici kao da se ta propovjed odnosila na nju osobno, što je kod nje izazvalo još veći gnjev protiv Ivana.

## Sinoda
Teofilije se napokon pojavio u Konstantinopolu u lipnju 403. godine, ali ne sam kako mu je bio zapovijeđeno, već s dvadesetdevetoricom svojih pomoćnih biskupa i, kako nam Paladije govori, s mnogo novca i raznoraznih darova. Njegov nećak i nasljednik Ćiril također je ga pratio na sinodu. Teofilije je uzeo smještaj u jednoj od carskih palača, te održao skupove sa svim protivnicima Ivana Zlatoustog. Zatim se povukao sa svojim pomoćnim biskupima i sedam drugih biskupa u vilu blizu Konstantinopola, ustvari na imanje Dryn (Ad Quercum), nazvanog Epi Dryn, gdje je bio sastavljen dugi popis, uglavnom, neutemeljenih optužbi protiv Zlatoustog.

Sinoda se sada sastojala od četrdeset dva nadbiskupa i biskupa, koje je doveo Teofilije, od kojih su mnogi bili sirijski i egipatski biskupi, a isti su bili neprijateljski nastrojeni prama Ivanu. 
Sada je sinoda, koja je ustvari okupljena da sudi Teofiliju u skladu s nalogom cara, umjesto toga pozvala Zlatoustog da pristupi i ispriča se. Severijan, biskup u Gabali u Siriji, kojem je Zlatousti prethodno naredio da napustiti Konstantinopol zbog sudjelovanja u kontroverzi s đakonom Sarapionom, pojavljuje se kao tužitelj. Zlatousti je odbio priznati zakonitost sinode u kojoj su mu otvoreni neprijatelji bili suci, pa je odbio na takvoj sinodi prisustvovati te joj na taj način dati legitimitet. Nakon trećeg poziva da se pojavi pred sinodom, Zlatoustom je, uz suglasnost cara, izglasano da bude izopćen. 
Kako bi izbjegao beskorisno krvoproliće, on se trećeg dana predao vojnicima koji su ga čekali. Ali prijetnje uznemirene mase ljudi i iznenadna "nesreća u carskoj palači" (zapravo je u pitanju bio pobačaj), uplašili su caricu. Bojala se neke daljne kazne s nebesa zbog izgnanstva Zlatoustog, i odmah je naređen njegov opoziv. Nakon nekog oklijevanja, Zlatousti je ponovno došao u Konstantinopol, što je narod primio s velikim oduševljenjem. Teofilije i njegove pristalice su se spasili bježanjem iz Konstantinopola.

## Razdoblje nakon sukoba
Neprijatelji Ivana Zlatoustog, unatoč svemu, se nisu odmarali i uskoro su ga uspjeli svrgnuti po drugi put 24. lipnja 404. godine, nakon čega su ga i prognali. Posljednje riječi Sv. Ivana Zlatoustog koje je izgovorio dok je ležao na putu ka izgonu, bile su: "Slava Ti Bože za sve (što si dao)! "